# 1a edició dels Premis Mestre Mateo
La 1a edició dels premis Mestre Mateo va premiar les produccions audiovisuals de Galícia del 2002 i es va celebrar el 7 de juny 2003. Durant la cerimònia, l'Academia Galega do Audiovisual va lliurar els Premis Mestre Mateo en 24 categories. La cerimònia es va celebrar a l'Auditori de Galícia, a Santiago de Compostel·la. El presentador va ser Javier Veiga i el fil temàtic, el Pòrtic de la Glòria. La cerimònia es va caracteritzar pel to reivindicatiu, ja que els guardonats van recordar la situació causada pel desastre del Prestige. La gala fou retransmesa per Televisión de Galicia.
La gala dels primers premis Mestre Máteo va deixar tres títols guanyadors: Entre bateas de Costa Oeste, que va recollir deu dels vint-i-quatre premis; Los lunes al sol coproduït per Continental i TVG en van rebre tres, igual que la sèrie produïda pel grup Voz, Terra de Miranda.

## Premis

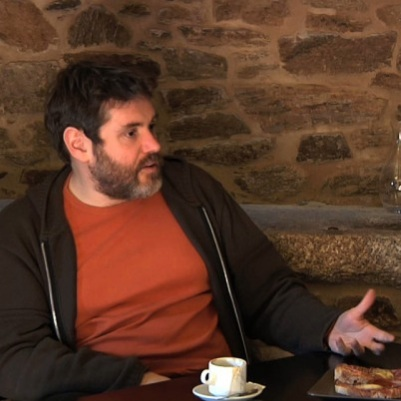
Jorge Coira, Millor director

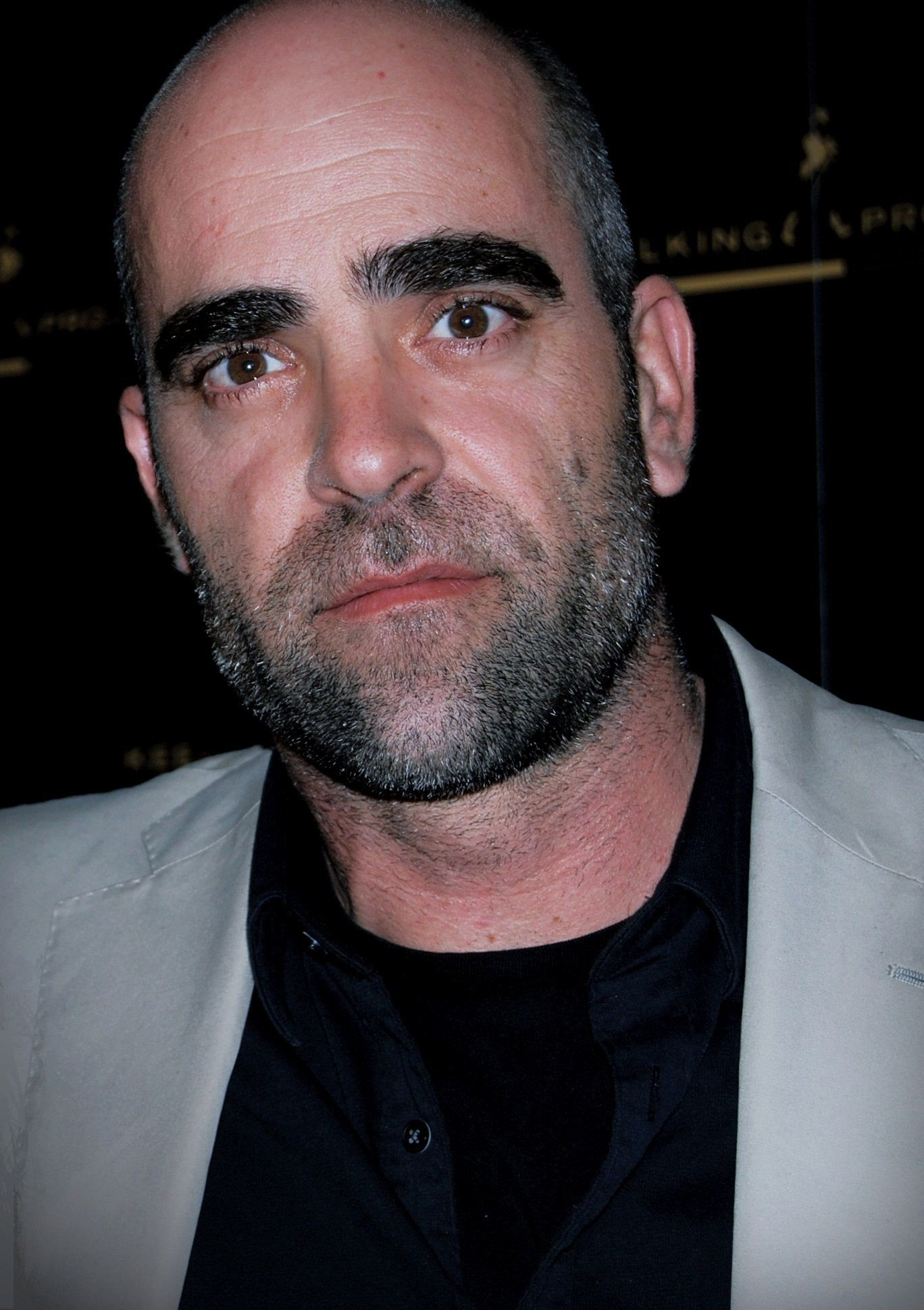
Luís Tosar, Millor actor

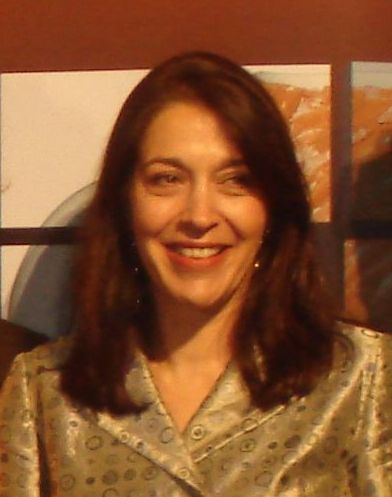
María Bouzas, Millor actriz

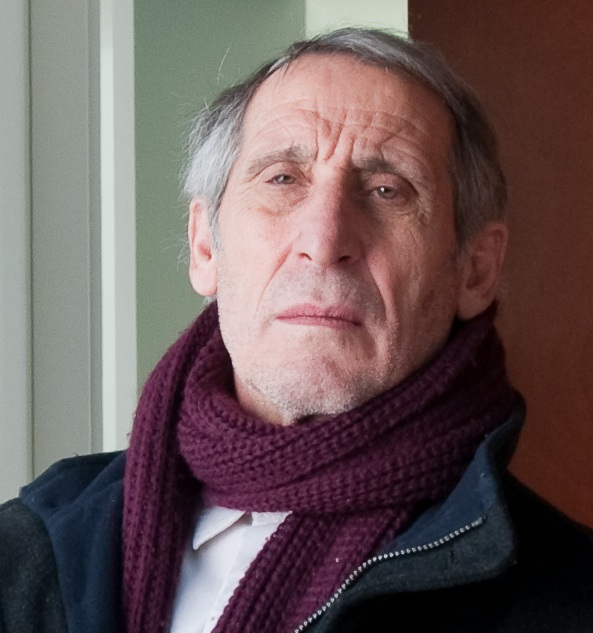
Celso Bugallo, Millor actor secundario

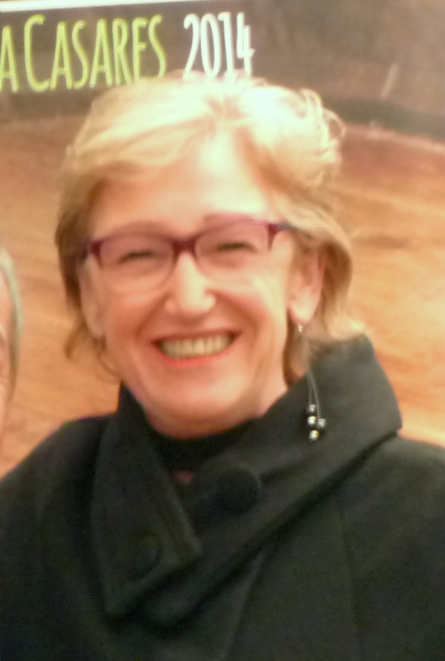
Rosa Álvarez, millor actriz secundaria

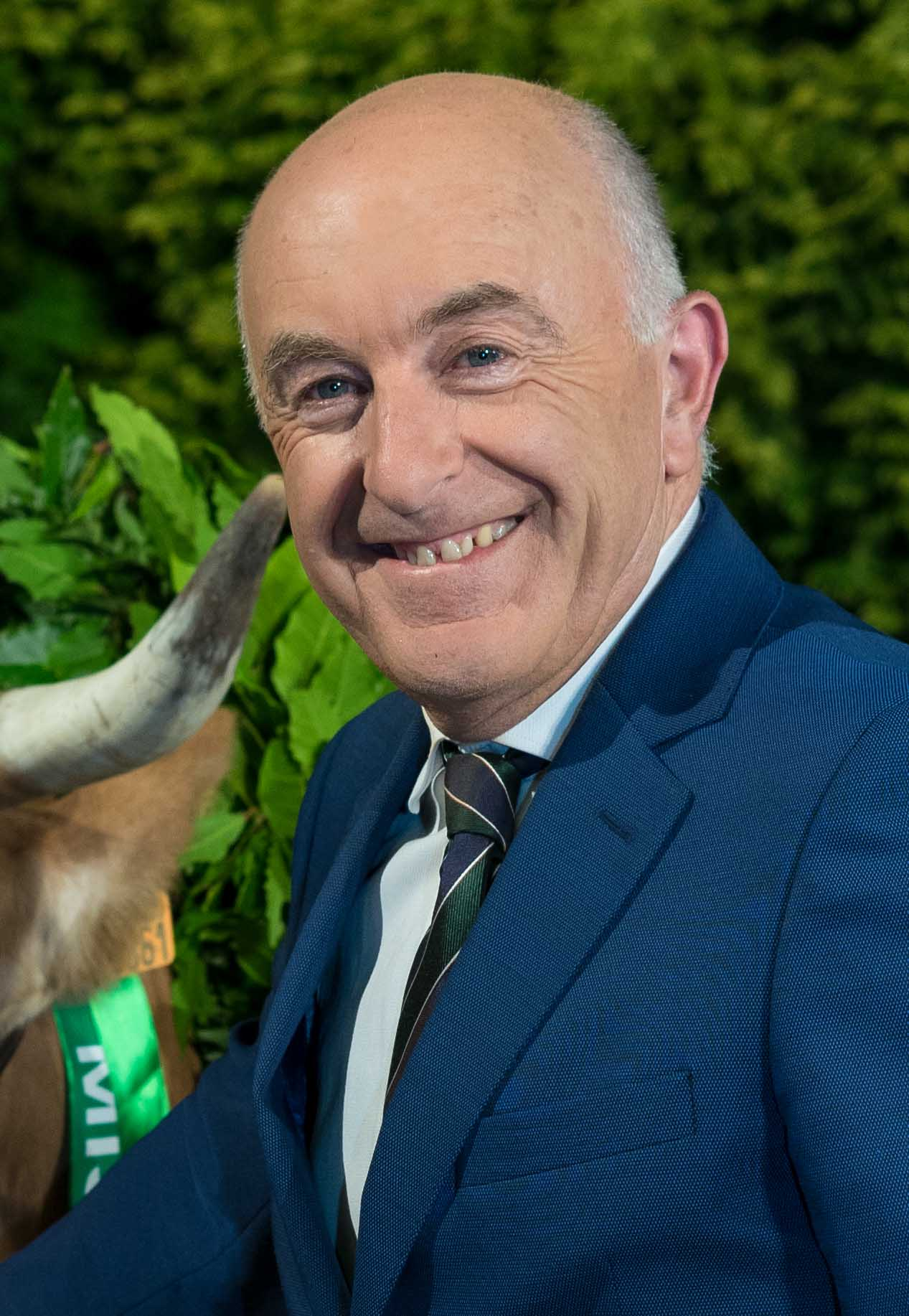
Xosé Ramón Gayoso, millor comunicador

Els guanyadors són els que apareixen en primer lloc i destacats en negreta.
| Millor pel·lícula | Millor director |
| --- | --- |
| - Os luns ó sol – Elías Querejeta - Días de voda – Pilar Sueiro - Ilegal – Vía Láctea Filmes, Producciones Faro i TVG - O alquimista impaciente – Continental Producciones e TVG                                                    | - Jorge Coira – Entre bateas - Eduardo Galán Blanco i Pilar Comesaña – DeZine - Patricia Ferreira – O alquimista impaciente - Chema Gagino i Jorge Coira – Terra de Miranda                      |
| Millor actor | Millor actriu |
| - Luís Tosar – Os luns ó sol com José - Miguel de Lira – Entre bateas com Mario - Pepo Suevos – Entre bateas com Sego - Antonio Durán "Morris" – Pratos combinados com Antón Santos - Marcos Orsi – Rías Baixas com Marcos da Silva | - María Bouzas – Terra de Miranda como Carmela - Nekane Fernández – Entre bateas como Isabel - Mabel Rivera – Pratos combinados como Balbina Santos - Belén Constenla – Rías Baixas com Carmiña  |
| Millor actor secundari | Millor actriu secundària |
| - Celso Bugallo – Os luns ó sol com Amador - Xosé Manuel Olveira "Pico" – Entre bateas com Veiga - José Ángel Egido – Os luns ó sol com Lino - Xosé Luís Bernal "Farruco" – Terra de Miranda com                                    | - Rosa Álvarez – Entre bateas com Eva - Luísa Merelas – Entre bateas com Catalina - Mónica García – Pratos combinados com Mónica - Patricia de Lorenzo – Terra de Miranda com                    |
| Millor guió | Millor realitzador |
| - Entre bateas – Carlos Ares, Xosé Castro, Andrés Mahía, Raúl Dans, Daniel Domínguez i Chema Gagino - Dezine – Eduardo Galán Blanco i Pilar Comesaña - Ilegal – Ignacio Vilar - Pratos combinados – Xosé Cermeño                    | - Entre bateas – Chema Fernández - Dezine – Luis Félix Díaz - Mareas vivas – Carlos Sedes i Marisol Torreiro - Terra de Miranda – Carlos Sedes                                                   |
| Millor pel·lícula de televisió | Millor documental |
| - Entre bateas – Costa Oeste – FORTA | - Vivir en Manhattan – TVG - Europeos – TVG - Monte Alen – EAF Producciones - Vía Nova – Pórtico de Comunicaciones                                                                               |
| Millor sèrie de televisió | Millor programa de televisió |
| - Pratos combinados – Editorial Compostela e TVG - Gomel – Bren Entertaintment - Rías Baixas – Zenit Multimedia, Costa Oeste i TVG - Terra de Miranda – Voz Audiovisual i TVG                                                       | - Dezine – TVG - Galicia enteira – TVG - Luar – TVG - O rei da comedia – CTV i TVG |
| Millor direcció de producció | Millor direcció artística |
| - Roberto Sinde – Entre bateas - Luis Collazo i Ignacio Vilar – Ilegal - Emilio McGregor, Alfonso Blanco i Paula Fernández – Mareas vivas - Amalia Mato, Ana Míguez, Alfonso Blanco i Jesús Vecino – Terra de Miranda               | - Marta Villar – Entre bateas - Pablo Vilalba – Ilegal - Inés Rodríguez – Mareas vivas - Antonio Pereira i Inés Rodríguez – Terra de Miranda                                                     |
| Millor comunicador de televisió | Millor muntatge |
| - Xosé Ramón Gayoso – Luar - Uxía Blanco – DeZine - Pemón Bouzas – Encontros - Carmen Mella – Encontros | - Entre bateas – Jorge Coira i Guillermo Represa - Ilegal – Guillermo Represa - Rías Baixas – Gerardo Rodríguez - Terra de Miranda – Martín Fiallega, Óscar Rodríguez, Manu Mayo i Luis Millares |
| Millor banda sonora | Millor so |
| - Entre bateas – Piti Sanz - Ilegal – Manuel Balboa - Mareas vivas – Mercedes Peón - Pratos combinados – Nani García - Terra de Miranda – Piti Sanz                                                                                 | - Entre bateas – Claudio Canedo - Ilegal – José Luis Vázquez - Mareas vivas – Santi Jul i Fran Arcay - Terra de Miranda – Fran Arcay, Rubén Bermúdez i Víctor G. Seijo                           |
| Millor fotografia/iluminació | Millor maquillatge i perruqueria |
| - Terra de Miranda – Xosé Manuel Neira - Fábula – A terra meiga – Santiago Yanes - Mareas vivas – Carlos Vilas i Xosé Manuel Neira - Rías Baixas – Said Omala i Jacobo Martínez                                                     | - Entre bateas – Eva Fontenla i Trini Fernández - Ilegal – Eva Alonso - Mareas vivas – Susana Castellvi - Terra de Miranda – Ana Muíño                                                           |
| Millor producció multimèdia | Millor producció de publicitat |
| - El Templo – Interacción - Cecebre Ecolóxico – Triade - Galicia 360° – Fotopanorama - O labirinto dos soños – Grádola Nova | - Campaña actores. Estrella Galicia – IJV - Cabreiroá. Parque Warner – Continental Producciones - C.L.A.S. Campaña de Navidad – Continental Producciones - La Voz de Galicia – Lúa Films         |
| Millor curtmetratge de ficció | Millor curtmetratge d'animació |
| - O Trasto – Lorelei Producciones - As Muxicas – Carlos Alberto Alonso - Bobo Furcia – Ciudadano Frame - Coma nunca – EIS Coruña | - A escola das areas – Lúa Films - Carrlo, Gallardo y Marela – Limaia Produccións - Good Night Moon AMI – Lúa Films - Taxia – Dygra Films                                                        |

## Premis especials

### Premi del públic
- Entre bateas

### Premi d'Honor Fernando Rey
- Víctor M. Ruppén

### Premi revelació Chano Piñeiro
- Celso Bugallo[6]